# 王安迪
王安迪（或稱王伯誠，英文：Andy Wang，1977年5月28日—），是台灣裔美國綜合格鬥家，所比賽的量級為輕量級。他從日本裔的美國綜合格鬥家Egan Inoue門下，拿到巴西柔術的黑帶。同時也是位於台北的台灣巴西柔術學院的指導者。現居中國北京，並在北京拳天下俱樂部、北京黑虎泰拳館、敖海林綜合搏擊訓練基地或者體育場--給力(GLEE)等地訓練。

## 個人生平
王安迪是美國的真人實境秀電視節目：終極格鬥戰士（The Ultimate Fighter），第五季的參賽者。他所比賽的量級是輕量級，隸屬於BJ Penn所管轄的隊伍。但是一開始Andy的隊友就對Andy不是很信任，因為Andy很喜歡和人吵架，脾氣不是很好。領隊BJ Penn也知道這一點。
Andy的第一位對手是Brandon Melendez，因為Brandon Melendez的手很長，最大伸展距離達到8英呎，所以身材矮小的Andy在一開始就處於體格上的劣勢。但是，Andy身為一名巴西柔術的黑帶，在寢技方面有很大的優勢。但是他卻忽視領隊BJ Penn所提出的戰略：將對手拉至地板，進行地板戰。反而是選擇以立技來應付身材處於優勢，而且本身也擅長打立技的Brandon Melendez。
最後，Andy輸了這一場比賽。在比賽結束之後，Andy當場在擂台上大哭了起來。但是BJ Penn對此非常的生氣，他對於Andy一點同情都沒有，反而是充滿著憤怒。這場比賽之後，BJ Penn覺得他的隊伍隊員都太散漫了，所以他決定要以大刀闊斧的手段來整飭他的隊伍。而他所做的第一件事，就是將Andy從自己的隊伍底下除名。
Andy遭到除名之後，當時的另外一支隊伍的領隊Jens Pulver原本有意再給他一次的機會，所以他邀請Andy來參加他們的隊伍。但是因為當時Andy對於遭到BJ Penn的除名，感到相當的沮喪。Andy同時也感到自責，因為他認為自己也的確是辜負了BJ Penn的期望。Andy同時也想：如果自己在這個時候轉換到Jens Pulver的隊伍，是不是也違背了當初他自己對於BJ Penn所立下的承諾。
因此，第一時間他並沒有答應Jens Pulver的邀請。但是最後他還是加入了Jens Pulver的隊伍，並且在Jens Pulver的隊伍底下，完成了終極格鬥戰士第五季的拍攝。在第五季結束之後，UFC舉辦了The Ultimate Fighter 5 Finale這場大會。其中Andy被挑選成為比賽卡司之一，在第四場比賽當中出戰Cole Miller。
在賽前的訪問當中，Andy認為他是UFC輕量級的選手當中，實力頂尖的選手之一。只要他可以以地板技當作比賽的戰略，很少有人可以是他的對手。但是很可惜的，在這場比賽當中，Andy於第一回合的1分10秒，被Cole Mille 的高段踢給踢中，裁判終止比賽，判定為TKO。在這場比賽之後，Andy就遭到UFC的釋出。
2009年，Andy才開始重返總合格鬥界，參與比賽。
目前多參予中國等地綜合格鬥賽事。

## 戰績

### 巴西柔術
- 1995年 加州高中生角力大會 優勝
- 2000年 夏威夷巴西柔術大會 優勝
- 2001年 美國巴西柔術國家大會 優勝
- 2002年 加州巴西柔術大會  優勝

### 綜合格鬥
| 格鬥戰績分項 | 格鬥戰績分項 | 格鬥戰績分項 | 格鬥戰績分項 | 格鬥戰績分項 | 格鬥戰績分項 | 格鬥戰績分項 |
| ------------ | ------------ | ------------ | ------------ | ------------ | ------------ | ------------ |
| 14 總和      | 擊倒         | 降服         | 判定         | 其他         | 平局         | 無效         |
| 7 勝         | 2            | 1            | 4            | 0            | 0            | 0            |
| 7 負         | 1            | 0            | 6            | 0            | 0            | 0            |

## 外部連結
- 台灣巴西柔術學院 （页面存档备份，存于）
- Sherdog網站上之Andy Wang （页面存档备份，存于）
- Pancrase網站上之Andy Wang （页面存档备份，存于）